# 千代の若秀則
千代の若 秀則（ちよのわか ひでのり、1972年〈昭和47年〉3月8日 - ）は、九重部屋に所属した元大相撲力士。本名は根岸 秀則（ねぎし ひでのり）。
兵庫県養父市出身。身長194cm、体重167kg。最高位は東十両9枚目（1996年11月場所）。得意手は左四つ、寄り、上手投げ、血液型はB型。

## 略歴
実家は青果店を営んでいた。小学生では水泳を習い、養父市立養父中学校では1年間だけ卓球部に所属した。親の知人から手紙で連絡を受けて訪ねて来た現役時代の横綱・千代の富士にスカウトされ、当初は入門の意志はあまりなかったが周囲が盛り上がったので入門を決意した。1987年5月場所、初土俵を踏む。
三段目までは比較的順調に昇進したが、三段目・幕下で伸び悩み三段目、幕下でそれぞれ2年を過ごした。1992年9月場所以降はほぼ幕下に定着し、1996年3月場所は西幕下9枚目で7戦全勝で優勝し、5月場所で新十両に昇進した。
昇進は早いとは言えなかったが、十両昇進時には千代大海らとともに叩き上げの関取として期待され、猛稽古で鍛えられた。稽古中少しでも休むと「休むんじゃないよ!」と親方から叱咤されていたという。当時の相撲部屋を扱ったドキュメンタリーでは、塩に自分の名前を書き翌朝一番に稽古をする権利を獲得した様子が放映された。しかし十両では思うように勝ち越すことができず、新十両の場所は5勝10敗と負け越して幕下に陥落した。この時は1場所で十両復帰を果たし、9月場所では9勝6敗と勝ち越したが、その後は負け越しが続き、1997年3月場所に幕下に陥落すると、そのまま復活することなく同年9月場所を最後に引退した。

## 主な成績
- 通算成績：229勝224敗13休  勝率.506
- 十両成績：24勝36敗  勝率.400
- 現役在位：63場所
- 十両在位：4場所
- 各段優勝
  - 幕下優勝：1回（1996年3月場所）

### 場所別成績
| | 一月場所 初場所（東京） | 三月場所 春場所（大阪） | 五月場所 夏場所（東京） | 七月場所 名古屋場所（愛知） | 九月場所 秋場所（東京） | 十一月場所 九州場所（福岡） |
| --- | ----------------------- | ----------------------- | ----------------------- | --------------------------- | ----------------------- | --------------------------- |
| 1987年 （昭和62年） | x                       | x                       | （前相撲）              | 東序ノ口56枚目 2–5          | 西序ノ口47枚目 5–2      | 西序二段144枚目 4–3         |
| 1988年 （昭和63年） | 西序二段118枚目 1–6     | 東序ノ口9枚目 5–2       | 西序二段103枚目 2–5     | 東序二段144枚目 4–3         | 東序二段109枚目 2–5     | 西序二段134枚目 3–4         |
| 1989年 （平成元年） | 東序ノ口6枚目 4–3       | 西序二段111枚目 4–3     | 西序二段82枚目 4–3      | 東序二段57枚目 4–3          | 西序二段28枚目 4–3      | 西序二段筆頭 3–4            |
| 1990年 （平成2年） | 東序二段22枚目 4–3      | 西三段目89枚目 4–3      | 西三段目65枚目 4–3      | 西三段目44枚目 1–6          | 西三段目83枚目 4–3      | 東三段目57枚目 2–5          |
| 1991年 （平成3年） | 東三段目86枚目 5–2      | 東三段目56枚目 4–3      | 東三段目41枚目 4–3      | 東三段目26枚目 3–4          | 西三段目40枚目 5–2      | 西三段目13枚目 4–3          |
| 1992年 （平成4年） | 西三段目2枚目 2–5       | 西三段目30枚目 4–3      | 西三段目16枚目 4–3      | 西三段目3枚目 4–3           | 東幕下50枚目 4–3        | 西幕下37枚目 4–3            |
| 1993年 （平成5年） | 西幕下27枚目 3–4        | 西幕下33枚目 2–5        | 西幕下55枚目 4–3        | 東幕下42枚目 3–4            | 東幕下52枚目 3–4        | 東三段目3枚目 6–1           |
| 1994年 （平成6年） | 東幕下33枚目 4–3        | 東幕下26枚目 0–1–6      | 東三段目筆頭 3–4        | 東三段目18枚目 4–3          | 西三段目5枚目 4–3       | 東幕下55枚目 6–1            |
| 1995年 （平成7年） | 西幕下28枚目 3–4        | 東幕下40枚目 2–5        | 西幕下54枚目 5–2        | 西幕下35枚目 6–1            | 西幕下15枚目 3–4        | 東幕下20枚目 3–4            |
| 1996年 （平成8年） | 東幕下27枚目 6–1        | 西幕下9枚目 優勝 7–0    | 東十両11枚目 5–10       | 東幕下2枚目 4–3             | 東十両13枚目 9–6        | 東十両9枚目 7–8             |
| 1997年 （平成9年） | 東十両10枚目 3–12       | 西幕下8枚目 1–6         | 西幕下26枚目 4–3        | 西幕下18枚目 2–5            | 東幕下36枚目 引退 0–0–7 | x                           |
| 各欄の数字は、「勝ち-負け-休場」を示す。 優勝 引退 休場 十両 幕下 三賞：敢=敢闘賞、殊=殊勲賞、技=技能賞 その他：★=金星 番付階級：幕内 - 十両 - 幕下 - 三段目 - 序二段 - 序ノ口 幕内序列：横綱 - 大関 - 関脇 - 小結 - 前頭（「#数字」は各位内の序列） |                         |                         |                         |                             |                         |                             |

## 改名歴
- 根岸 秀則（ねぎし ひでのり）1987年5月場所 - 1991年1月場所
- 千代の若 秀則（ちよのわか - ） 1991年3月場所 - 1997年9月場所